# 府中鉄道部
府中鉄道部（ふちゅうてつどうぶ）は広島県府中市の府中駅構内にあった西日本旅客鉄道（JR西日本）の鉄道部の一つである。

## 概要
ローカル線の活性化と効率的な鉄道運営ができるように1991年4月1日から鉄道部制度を導入し、福塩線福山駅（構内を除く） - 府中駅間を府中鉄道部が運営するように改められた。
岡山支社が管轄していたが、のちにせとうち地域鉄道部に統合され廃止された。

## 所属車両の車体に記されていた略号
岡山支社の略号である「岡」と、府中の電報略号「フチ」から構成された「岡フチ」であった。

## 所属車両
前身は府中電車区で、府中鉄道部となった後もしばらく105系が配置されていたが、岡山電車区に転属し廃止時には車両配置がなくなっていた。

## 乗務員乗務線区
- 福塩線：福山駅 - 府中駅間
  - 2002年の管轄移管までは、福塩線府中駅 - 塩町駅間と芸備線塩町駅 - 三次駅間も担当していた。

## 歴史
- 1991年（平成3年）4月1日：鉄道部制度開始に伴い、第2次鉄道部として発足[1][3]。
- 2002年（平成14年）4月：府中駅（構内を除く） - 塩町駅間を、広島支社三次鉄道部へ移管[2]。
- 2008年（平成20年）6月：鉄道部制見直しに伴い、せとうち地域鉄道部に統合される形で廃止[2]。乗務員基地部門は同鉄道部の糸崎乗務員センター府中派出に改組された。